# Юркевич, Памфил Данилович
Памфи́л Дани́лович Юрке́вич (16 (28) февраля 1826 — 4 (16) октября 1874) — русский религиозный философ, ординарный профессор и декан историко-филологического факультета Московского университета.

## Биография
Родился 16 (28) февраля 1826 года в селе Липлявое Полтавской губернии в семье сельского священника в 1826 или 1827 году.
Воспитание и образование получил в Полтавской духовной семинарии (1847) и Киевской духовной академии (1851), в которой был оставлен наставником по классу философских наук. В 1852 году получил степень магистра богословия. В 1853 году «за отлично усердные и весьма полезные труды» ему было объявлено благоволение Св. Синода. В следующем году он был определён помощником инспектора академии и занимал эту должность в течение двух лет. В 1857 году, сверх философии, ему было поручено преподавание немецкого языка. С 1858 года — экстраординарный профессор.
В середине 1861 года Юркевичу было сделано предложение занять вновь открывающуюся кафедру философии в Московском университете и 18 октября 1861 года появился приказ о его перемещении в Москву ординарным профессором. Вступительную лекцию он прочитал 16 января 1862 года. В университете читал логику, психологию, историю философии и педагогику. В 1869—1873 годах исправлял должность декана историко-филологического факультета Московского университета. В 1864—1868 годах читал курс педагогики в учительском отделении при московском училище военного ведомства (преобразованном в Учительскую семинарию военного ведомства в мае 1866 года).
В 1873 году после долгой болезни в Крыму умерла его жена. Это несчастье и соединенные с ним тревоги совершенно расстроили здоровье Юркевича. Он серьёзно заболел и 4 (16) октября 1874 года скончался в Москве от рака желудка; был похоронен на кладбище Свято-Данилова монастыря.

## Творчество
Представитель русской религиозной философии. Критика Юркевичем работы Н. Г. Чернышевского «Антропологический принцип в философии» положила начало бурной полемике (выступления Чернышевского, М. А. Антоновича и др.), имевшей широкий общественный резонанс. Он подвергся весьма страстным и резким нападкам со стороны Чернышевского, за разбор «Антропологического принципа в философии», напечатанный в «Трудах Киевской Духовной Академии» («Из науки о человеческом духе»). Заслуги Юркевича выставил Вл. С. Соловьёв, слушатель Юркевича по Московскому университету. Соловьёв дважды писал о Юркевиче: некролог Юркевича в «Журнале Министерства народного просвещения», с подробным изложением некоторых статей Юркевича, и статья «О философских трудах П. Д. Юркевича». Соловьёв очень тепло отзывается о Юркевиче, который высоко ценил идеалистическую философию, но не немецкий идеализм И. Канта и Гегеля; у последнего Юркевич находил неизлечимую форму мании величия. Последними настоящими философами Юркевич считал Якоба Бёма, Готфрида Вильгельма Лейбница и Эмануэля Сведенборга. Точкой зрения Юркевича был «широкий, от всяких произвольных или предвзятых ограничений свободный эмпиризм, включающий в себя и всё истинно рациональное, и всё истинно сверхрациональное, так как и то, и другое прежде всего существует эмпирически в универсальном опыте человечества с не меньшими правами на признание, чем всё видимое и осязаемое». Юркевич очень любил предостерегать своих слушателей от смешения абсолютного знания со знанием об абсолюте. Первое невозможно; ко второму ведут три пути — сердечное религиозное чувство, добросовестное философское размышление и мистическое созерцание. Склонностью Юркевича к мистицизму, объясняется и отношение к спиритизму. Юркевич, как человек осторожный, не писал о спиритизме, но очень им интересовался и многого ждал от него (см. статью А. Н. Аксакова). О Юркевиче, как педагоге, была помещена статья в журнале «Гимназия» за 1888 год, оставшаяся неоконченной. Список трудов Юркевича, почти полный, можно найти в «Материалах для истории философии в России», изданных Я. Н. Колубовским в «Вопросах философии» (книга 4, пр. 1).
Развил своеобразный вариант христианского платонизма. Идея, по Юркевичу, — объективно реальная сущность вещи, её разумная основа, «норма» и «закон» её существования. Признавая значение опыта и наблюдения, выдвигал требование находить и толковать идею через явления наличной действительности. В основе антропологии Юркевича — библейское учение о роли «сердца» как средоточия всей духовной жизни человека, являющегося, согласно Юркевичу, предпосылкой истинного познания. С марксистских позиций Юркевича критиковал Г. В. Плеханов. Темы работ Юркевича во многом определили проблематику последующего развития философского идеализма в России (например, у Вл. Соловьёва, П. А. Флоренского, отчасти Г. Г. Шпета и др.).
Не менее замечательны труды Юркевича по педагогике. Им изданы «Чтения о воспитании» (Москва : Н. Чепелевский, 1865) и «Курс общей педагогики с приложениями» (М.: тип. Грачева и К°, 1869). Это выдающаяся книга по педагогике на русском языке того времени. На Юркевича имел влияние Куртман, но Юркевич проявил большую вдумчивость и самостоятельность. Книга его распадается на 2 части: общее учение о воспитании и общая теория обучения.